# 伊奴寝子社
伊奴寝子社（いぬねこしゃ）は神奈川県座間市にある座間神社の境内社。
2012年（平成24年）8月に創建された全国でも珍しいペットたちのための唯一の神社。その名称より犬猫専用の神社という印象を受けざるを得ないが、「すべての愛しい生き物たちをお守りするための社」である。

## 概説
創建当初、「伊奴寝子神社」と表記されていたが、2013年（平成25年）夏頃、現在の表記に改られる。
専用の鳥居をくぐり参道の右に犬、左に猫の石座像が向かい合って配され、正面に台座を含め人の背丈ほどの高さの社殿が設置されている。社殿の内部には円形の小さな鏡が祀られている。また、社殿の右傍に蚕神社（かいこじんじゃ）が併設されている。
蚕神社は「かつて畜産や養蚕が盛んな頃、当社（座間神社）の境内に家畜などを疫病から守護する」ため設けられた。
いつしか時代が変遷し、現代では犬や猫などのペットを家族の一員とし愛情を注ぐようになったため、蚕神社の形を変えて新たに伊奴寝子社を創建した。
案内板では蚕神社の別名を伊奴寝子社としている。蚕神社は現在の伊奴寝子社の創建以降に座間神社境内の寄宮（よせみや）より転社されている。
なお、当神社にはペット同伴で参拝可能である。

## 創建のきっかけ
「犬や猫などは神道では不浄の存在とされ、本来は神社敷地内には立ち入れない」のが原則であった。「広く動物の健康を祈願してきた蚕神社」は既に廃れていたが、伊奴寝子社創建の3年ほど前、子犬を抱えた若い女性の座間神社への参拝時の言葉「ここには動物を守ってくれる神様がいるんですよね。この子の健康を願いに来ました」を受けた事をきっかけに、寄宮にあった蚕神社を「参拝客にとってより分かりやすく、より親しみやすい名前にしようと検討し、今に至る」。

## 祭神

### 保食神（うけもちのかみ）
蚕神社の祭神でもある。
保食神の死体の頭より「牛馬」、眉より「蚕」を生じる（日本書紀 神代の条）。

## 御利益
大切なペットの健康長寿、無病息災、傷病平癒、開運招福、邪気祓い。
境内にある「犬」「猫」像を手の平でさすると願いが叶えられる。

## 写真・資料

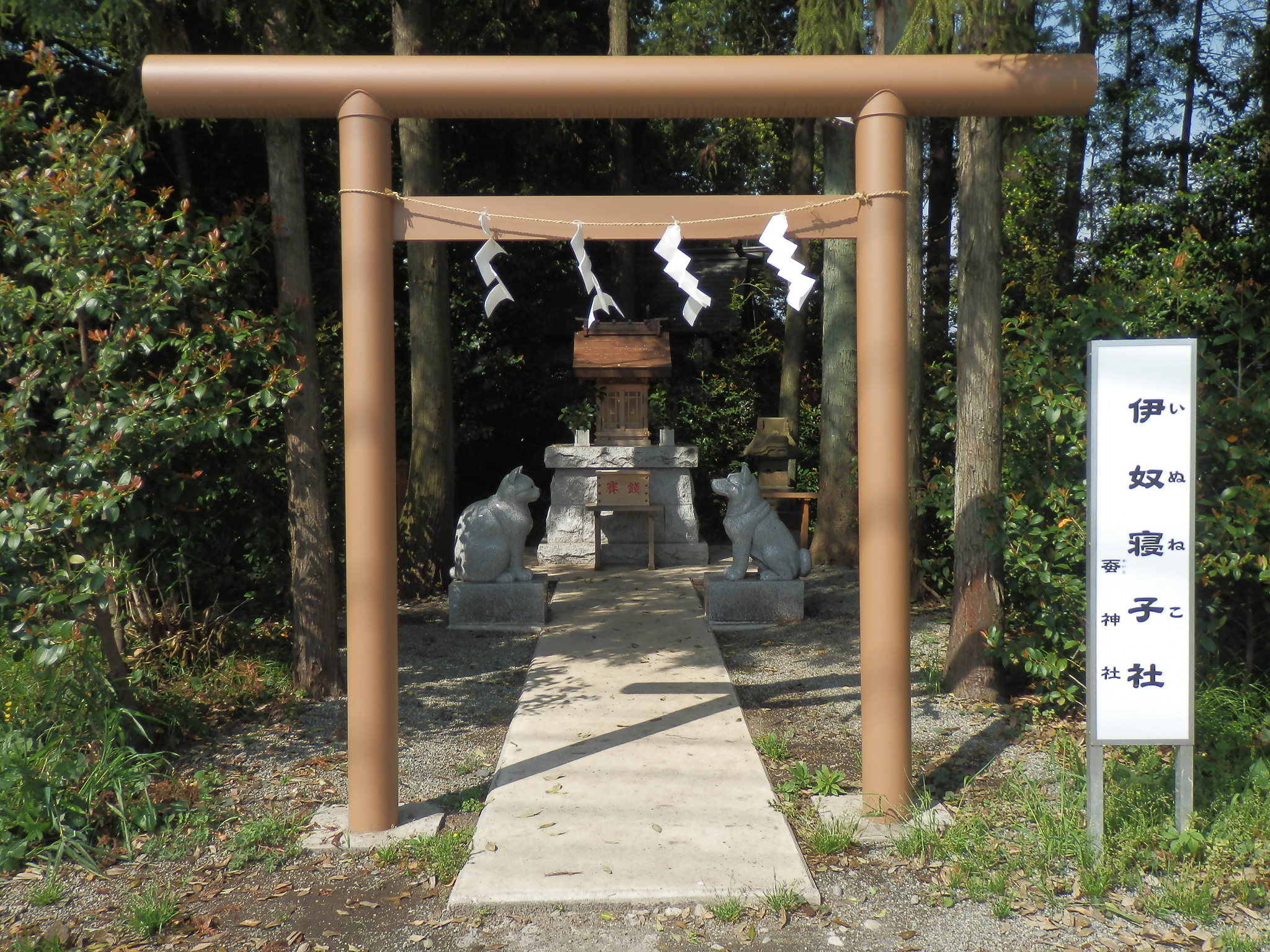
全景
猫座像
犬座像
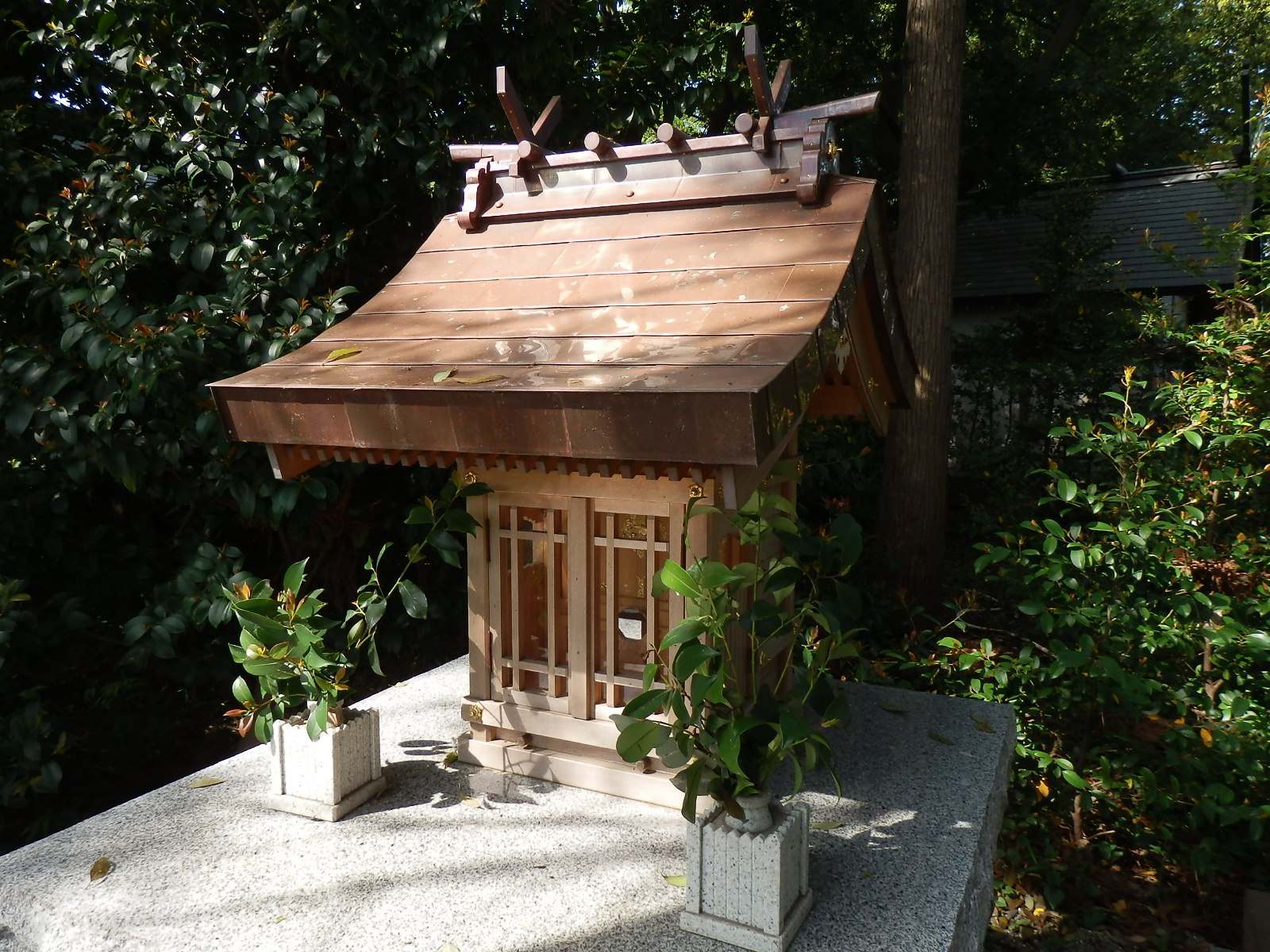
社殿と鏡
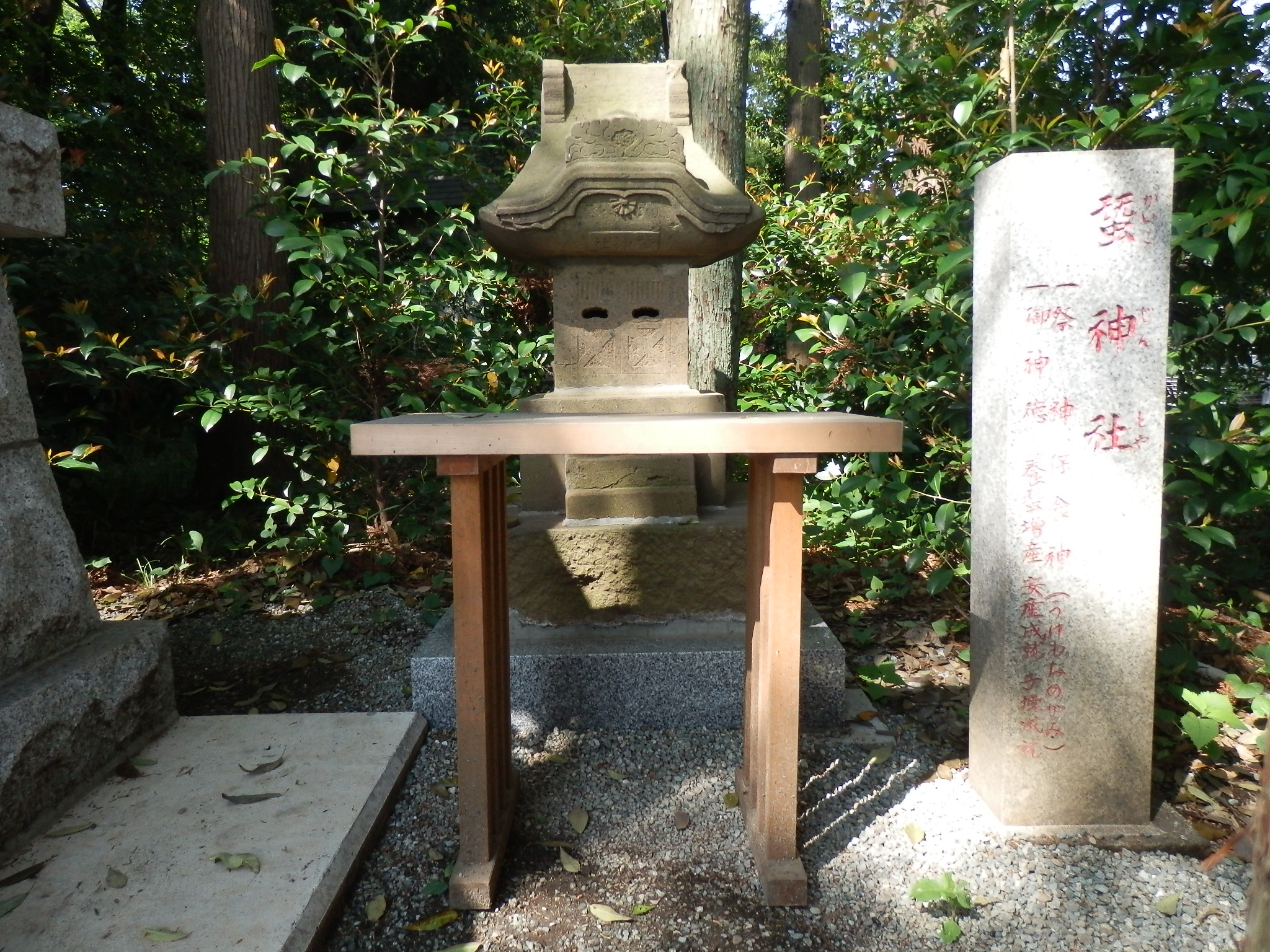
蚕神社
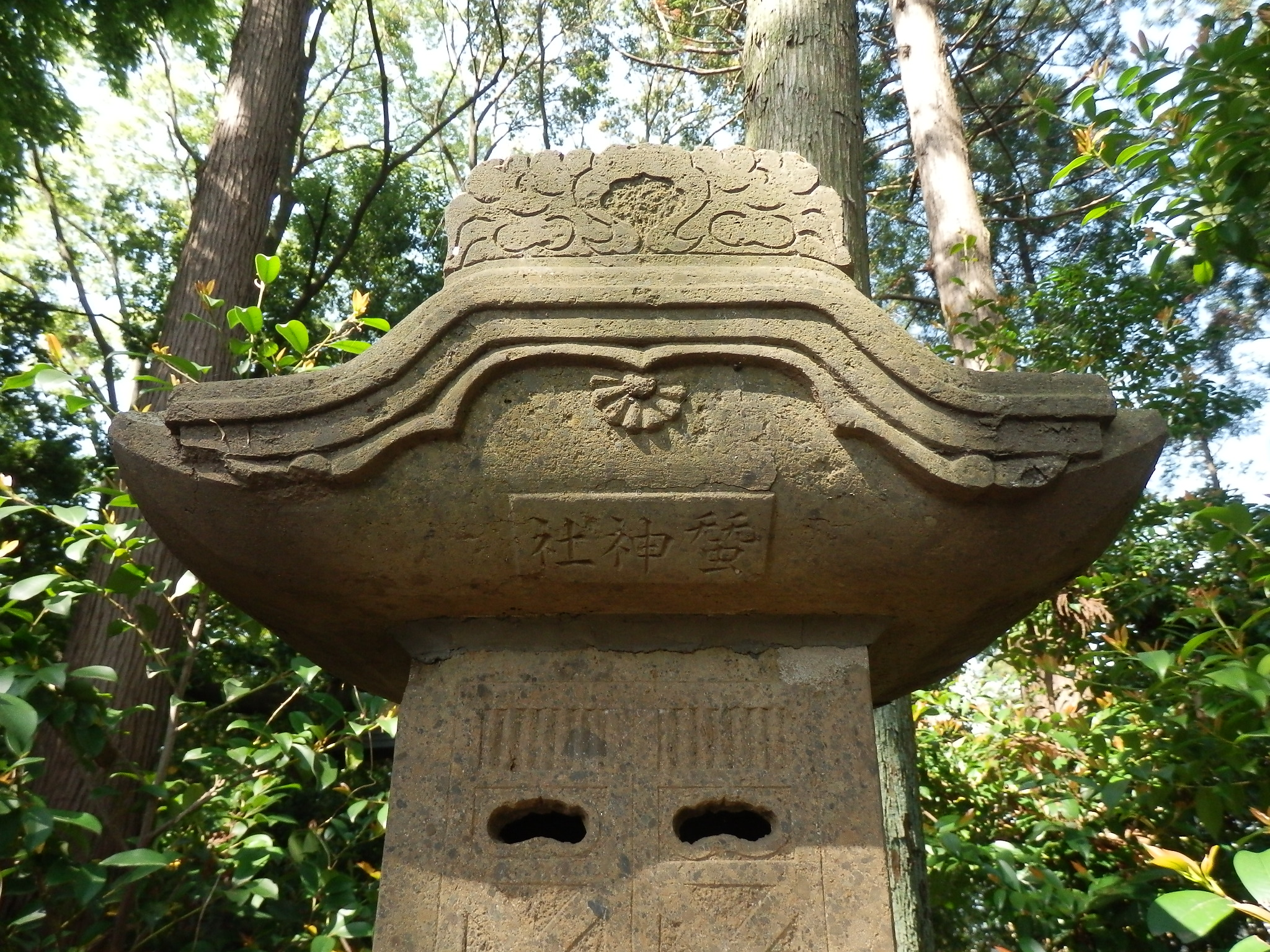
見上げる蚕神社
社殿側から見える風景
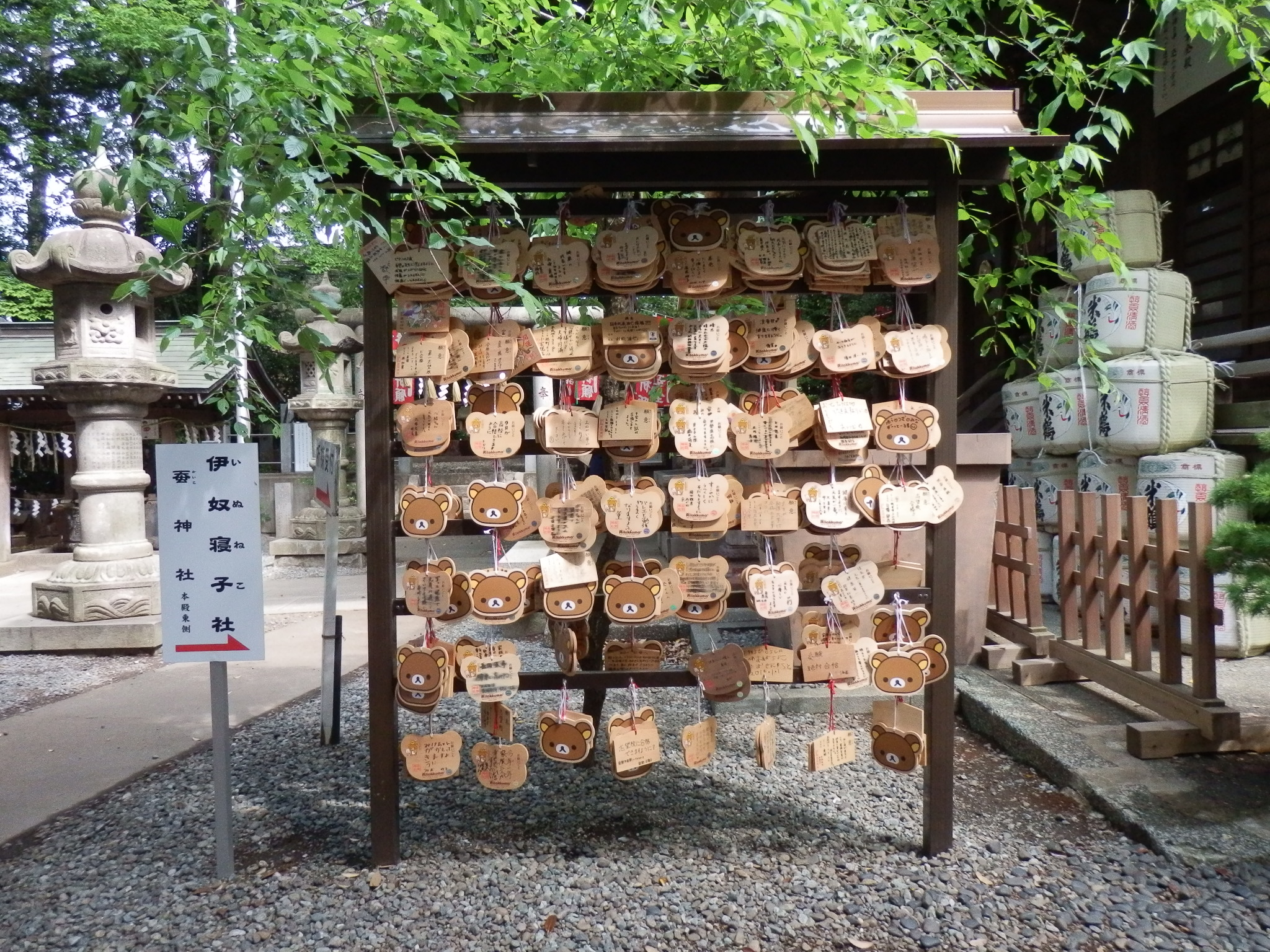
座間神社全体の絵馬掛
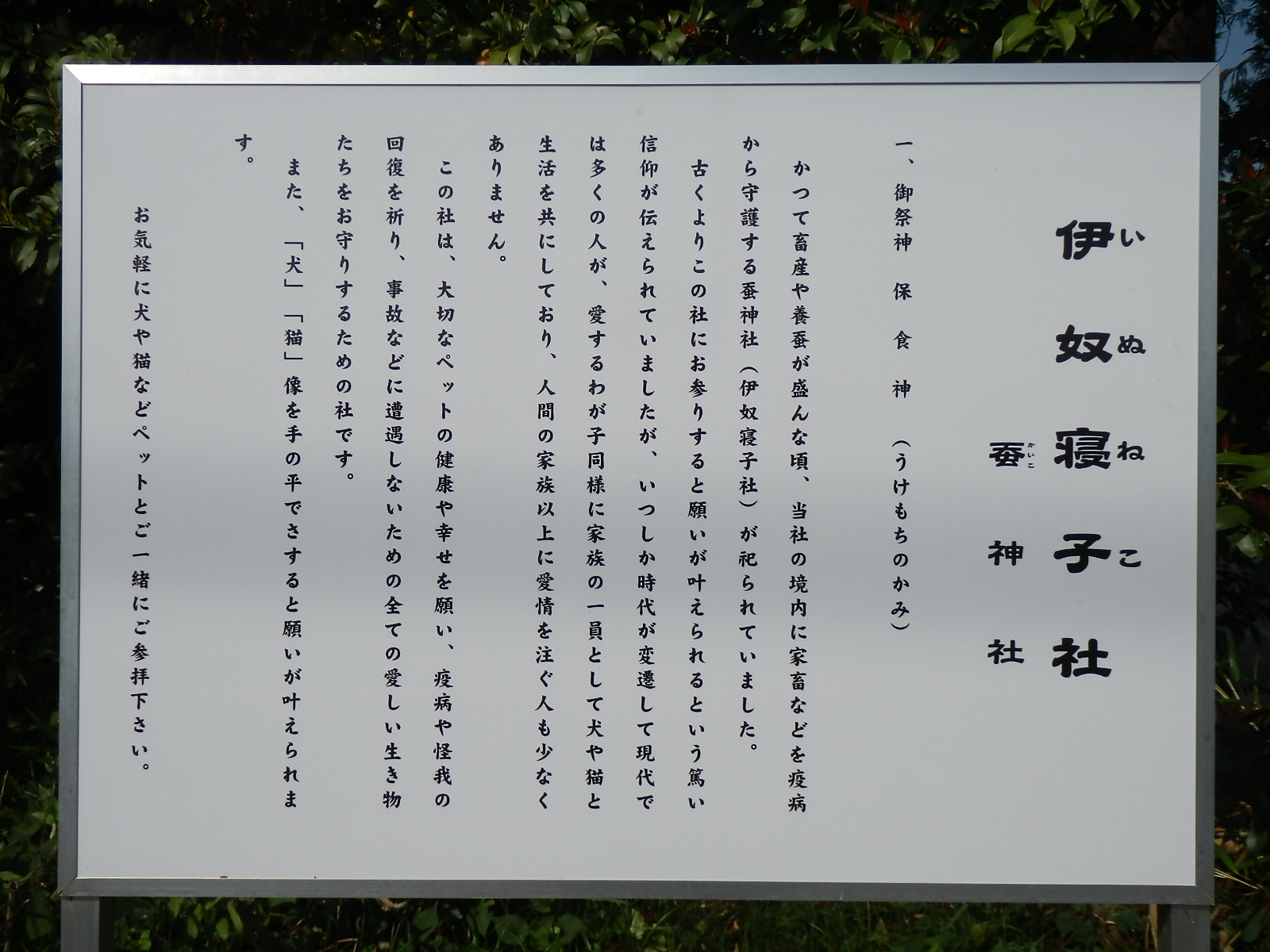
新案内板
猫座像（正面）

## 参考資料
- （横浜総局）中村翔樹「【大人の遠足】犬猫神社？　神奈川・座間市の「伊奴寝子社（いぬねこしゃ）を戌年に参拝　動物の健康願い守る」『産経ニュース』産経新聞社、2018年2月10日。2020年12月13日閲覧。